# Gunungiella tchaturdachi
Gunungiella tchaturdachi är en nattsländeart som beskrevs av Schmid 1968. Gunungiella tchaturdachi ingår i släktet Gunungiella och familjen stengömmenattsländor. Inga underarter finns listade i Catalogue of Life.